# Arne Sandberg

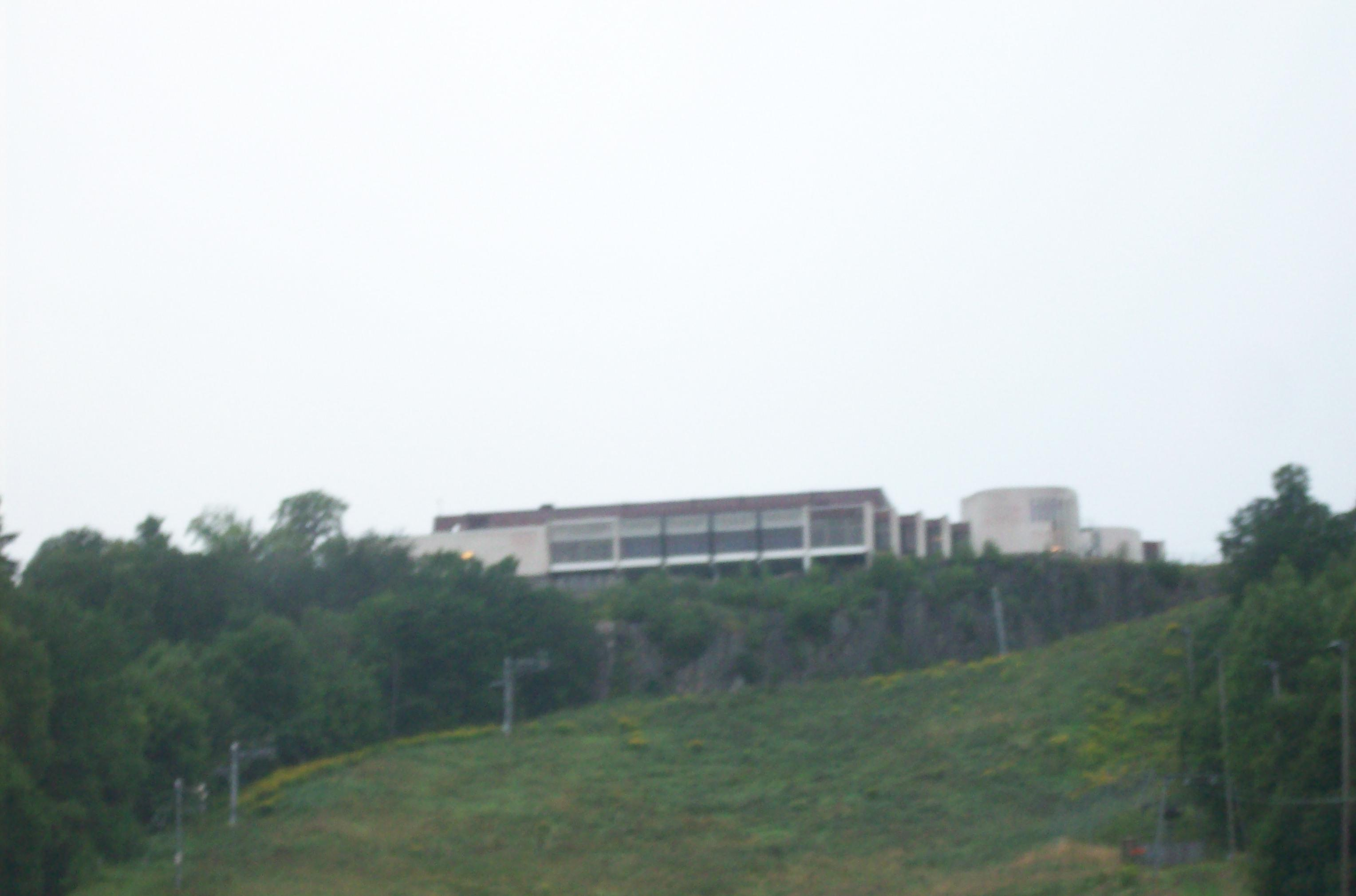
Billingehus

Arne Mauritz Sandberg, född 21 oktober 1917 i Risinge, död 12 juni 1974 i Skövde, var en svensk ingenjör och entreprenör.
Arne Sandberg växte upp i Finspång. Han arbetade på Saab och grundade så småningom textilfirman Stålnylon, som sålde strumpor och overaller.
Arne Sandberg grundade 1959 bensinstationskedjan Uno-X, som från början var ett varumärke för bensinförsäljning i Norge. Han började importera överskottsbensin och blev en "bensinpirat" genom att sälja lågprisbensin i en kartelldominerad oljebransch. De första två mackarna låg i Grebbestad och Trollhättan. Så småningom blev de 300.
Han var initiativtagare till hotell- och konferensanläggningen Billingehus på Billingen i Skövde. Han skissade konceptet, delvis som ett idrotts- och rekreationscentrum, tillsammans med sin hustru och den lokala arkitekten Hans-Erland Heineman. Han donerade tio miljoner kronor till Arne och Maja Sandbergs stiftelse för projektet vid sin 50-årsdag 1967, samma år som hade sålt Uno-X till Burmah Castrol Oil. Anläggningen började byggas 1968 och invigdes 1970.
Han gifte sig 1962 med fotografen Maria (Maja) Sandberg (född 1930) och hade tre barn.